# Kurt Knispel
Kurt Knispel (20. září 1921 Salisov (Salisfeld), Československo – 30. dubna 1945 Vrbovec, tehdy říšská župa Dolní Podunají, nacistické Německo) byl německé tankové eso v období II. světové války.

## Válečná kariéra
Narodil se na území Československa. Po zabrání Sudet v roce 1938 získal německé státní občanství. Vyučil se automechanikem a na podzim 1940 byl odveden do německé armády. V bojových akcích dosáhl 168 potvrzených vítězství, z toho 42 jako velitel tanku a 126 jako tankový střelec. Dalších 27 vítězství nebylo oficiálně potvrzeno.
Kvůli svévolnému porušování rozkazů měl časté konflikty s nadřízenými a celkově se vymykal představám nacistických pohlavárů o válečném hrdinovi, takže i přes své úspěchy byl nadřízenými do jisté míry opomíjen. Byl malé postavy, často nosil delší vlasy a vousy než povolovaly předpisy.
V létě 1942 dokonce v Krakově udeřil důstojníka Einsatzgruppe, který týral sovětského zajatce. Údajně jen jeho bojové výkony ho několikrát zachránily před polním soudem.
Zemřel 30. dubna 1945 na následky zranění utrpěných při německých obranných bojích na jižní Moravě. Pohřben byl na hřbitově německého polního obvaziště ve Vrbovci. V dubnu 2013 byly jeho ostatky v této lokalitě nalezeny a identifikovány. Dne 12. listopadu 2014 byly jeho ostatky uloženy v oddělení německého válečného hřbitova na brněnském Ústředním hřbitově (skupina 79d, 3. řada) společně s 41 dalšími padlými německými vojáky z různých koutů Moravy a Slezska.